# کانون دانشگاهیان ایران اسلامی
کانون دانشگاهیان ایران اسلامی یک تشکل دانشگاهی از استادان ولایی در دانشگاه‌های سراسر کشور می‌باشند که مجوز رسمی خود را در سال ۱۳۸۴ از وزارت کشور گرفت و در سال ۱۳۹۷ شورای مرکزی ششم آن در ششمین کنگره سراسری کانون بدست استادان عضو  انتخاب شده و مجدداً سید محمد حسینی نیز با رای اجماعی اعضای شورای مرکزی برای دبیر کلی کانون انتخاب شد. کانون دانشگاهیان یکی از سه تشکل مهم اعضای هیئت علمی دانشگاه‌ها و بزرگ‌ترین آن‌ها است.

## حضور در انتخابات‌ها

### انتخابات مجلس شورای اسلامی
کانون دانشگاهیان ایران اسلامی یک فهرست انتخاباتی ۳۰ نفره برای نهمین دوره انتخابات مجلس شورای اسلامی از حوزه انتخابیه تهران، ری، اسلامشهر و شمیرانات ارائه داد که ۲۴ نفر از آن در فهرست نهایی جبهه دانشگاهیان ایران اسلامی و ۱۵ نفر از آن در فهرست نهایی جبهه بصیرت و بیداری اسلامی قرار گرفت. ۱۲ نفر از این فهرست، با فهرست جبهه پایداری انقلاب اسلامی و ۱۰ نفر با فهرست جبهه متحد اصولگرایان مشترک بودند.

### انتخابات ریاست جمهوری
این تشکل در یازدهمین دوره انتخابات ریاست‌جمهوری از سعید جلیلی و در دوازدهمین دوره انتخابات ریاست‌جمهوری از سید ابراهیم رئیسی حمایت کرده‌است.